# Andrew M. Crawford
Andrew Murray Crawford (* 1852 in Cannonsville, Delaware County, New York; † 29. Juni 1925 im Deschutes County, Oregon) war ein US-amerikanischer Jurist und Politiker.

## Werdegang
Über Andrew Murray Crawford ist nicht viel bekannt. Seine Jugendjahre waren vom Bürgerkrieg überschattet. Er zog nach Oregon und studierte Jura. Nach dem Erhalt seiner Zulassung als Anwalt praktizierte er in Portland (Multnomah County). Er trat in die Republikanische Partei ein und hatte 1897 einen Sitz im Repräsentantenhaus von Oregon. Crawford wurde 1902 zum Attorney General von Oregon gewählt und 1906 sowie 1910 wiedergewählt. Seinen Posten trat er am 13. Januar 1903 an und hatte ihn bis zum 3. Januar 1915 inne.
Er war Mitglied der Episkopalkirche und Freimaurer.